# Vechtscheiding
Men spreekt van vechtscheiding of conflictscheiding wanneer een echtscheiding of relatie-beëindiging gepaard gaat met bewuste (in)acties met de bedoeling de ex-partner of de band die deze ex-partner heeft met gezamenlijke kinderen schade toe te brengen.
Vechtscheidingen kunnen zeer lang duren. Dit wordt mede gedreven door lange doorlooptijden van gerechtelijke procedures rondom bijvoorbeeld omgang en gezag. Daarnaast is er een praktische afwezigheid van mogelijkheden om bijvoorbeeld niet-nakomingen van vastgestelde en bekrachtigde omgangsregelingen duurzaam af te dwingen. Dwangregelingen worden slechts zeer zelden opgelegd. Als deze wel worden opgelegd dan nog is dit geen garantie dat bij een opvolgende procedure de dwangregeling opnieuw wordt opgelegd. Ook niet als aannemelijk is dat de kans groot is dat de niet-nakomende ouder recidiveert. De afwezigheid van effectieve sancties voor de niet-welwillende/tegenwerkende ouder kan ertoe leiden dat er voor de welwillende/meewerkende ouder een financiële en emotionele slijtageslag ontstaat. Dit wordt versterkt doordat het in het familierecht gebruikelijk is dat elke partij zijn/haar eigen (advocaat)kosten draagt. Kostenveroordelingen worden zeer zelden opgelegd.

## Voorbeelden van conflictgebeurtenissen binnen vechtscheidingen
- Het weigeren van de erkenning van het kind.
- Het weigeren van gezamenlijk gezag of het trachten te verminderen van de gezagspositie van de andere ouder.
- Het op achterstand trachten te zetten van de andere ouder (die niet het hoofdverblijf heeft) voor wat betreft de contacttijd / omgang met de gemeenschappelijke kinderen. Het opzettelijk vertragen van een uitbreiding van de contacttijd tussen het kind en de ouder die niet het hoofdverblijf heeft.
- Het niet-nakomen van de omgangsregeling of andere afspraken uit een ouderschapsplan of vaststellingsovereenkomst.
- Het zwartmaken van de andere ouder/ex-partner bij de eigen kinderen, derden en instanties. Het doen van valse meldingen of aangiften bij politie/justitie of jeugdzorg-instanties.
- Het via eindeloze juridische procedures financieel uitputten van de andere ouder indien deze niet over gefinancierde rechtsbijstand beschikt.
- Het trachten derden en professionals te manipuleren om tot een 'objectief' dossier te komen zodat door een van de ouders eigen doelen worden bereikt, zogenaamd in het belang van het kind.
- Het niet-betalen van alimentatie of het vertragen daarvan.
- Bij gezamenlijk gezag het dwarsbomen van bijvoorbeeld vakanties door het niet verstrekken van toestemming aan de andere ouder of de weigering om bijvoorbeeld paspoort of ID van het kind te verstrekken.
- Het inschakelen van een privédetective om de partner te bespioneren in de hoop belastende gegevens te verkrijgen.